# Hokkaido International Airlines
Hokkaido International Airlines (Japans: 北海道国際航空株式会社, Hokkaidō Kokusai Kōkū Kabushiki-gaisha), ook bekend onder de naam Air Do (Japans: エア・ドゥ, Ea Du) is een Japanse lowbudgetluchtvaartmaatschappij met hoofdkantoor in Sapporo, Hokkaido.

## Geschiedenis
Air Do werd opgericht in 1997. Na een faillissement in 2002 werd een overeenkomst gesloten met All Nippon Airways. In maart 2006 werd gestopt met alle vluchten, maar kort daarna is de maatschappij weer gestart.

## Vloot

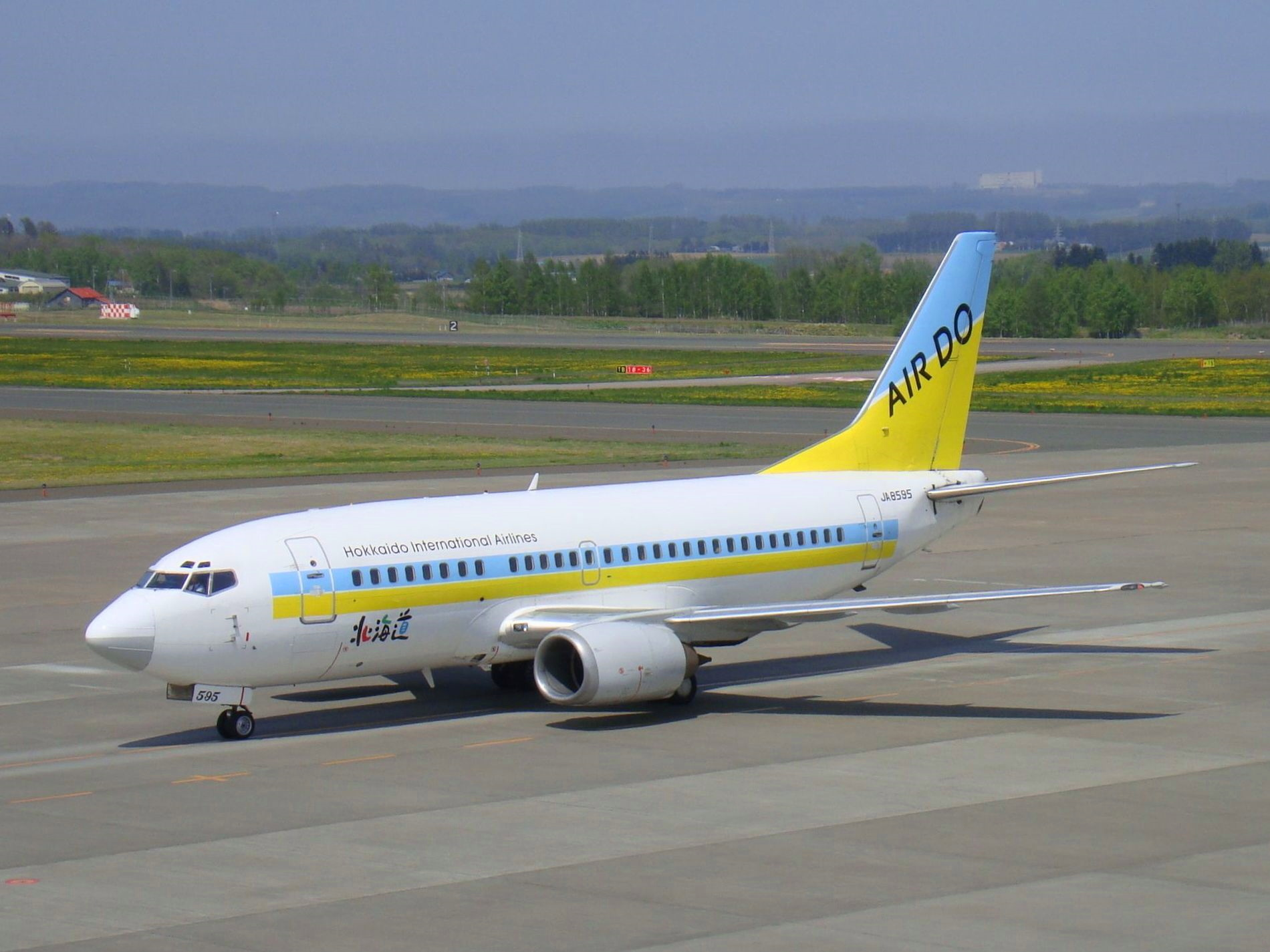
Boeing 737-500

De vloot van Air Do bestaat uit:(juli 2016)
- 1 Boeing B-767-300
- 4 Boeing B-767-300ER
- 9 Boeing B-737-700